# Klaus Matthiesen

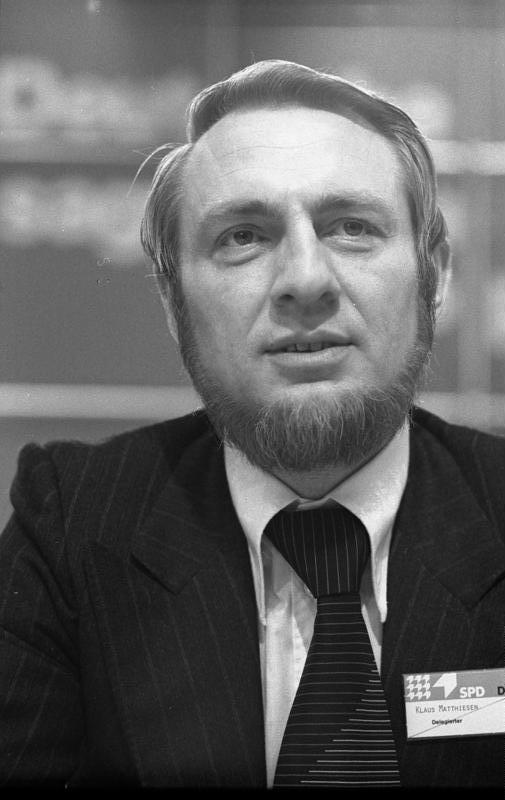
Klaus Matthiesen, 1978

Klaus Matthiesen (* 15. Februar 1941 in Gangerschild, Kreis Schleswig-Flensburg; † 9. Dezember 1998 in Düsseldorf) war ein deutscher Politiker (SPD).
Er amtierte von 1983 bis 1985 als Minister für Ernährung, Landwirtschaft und Forsten und von 1985 bis 1995 als Minister für Umwelt, Raumordnung und Landwirtschaft des Landes Nordrhein-Westfalen. Von 1973 bis 1983 war er Vorsitzender der SPD-Fraktion im Landtag von Schleswig-Holstein, dieselbe Position übernahm er von 1995 bis 1998 im Landtag von Nordrhein-Westfalen.

## Leben und Beruf
Nach der Mittleren Reife machte Matthiesen zunächst eine Ausbildung für den mittleren Dienst der Deutschen Bundespost in Eckernförde. Anschließend absolvierte er ein Studium der Sozialarbeit an der Fachhochschule für Sozialarbeit in Kiel, das er mit dem Staatsexamen beendete. Danach war er als Jugendbildungsreferent bei der Evangelischen Akademie Schleswig-Holstein tätig. Ab 1968 arbeitete Matthiesen als Dozent der Erwachsenenbildung in der Akademie Sankelmark, einer Bildungseinrichtung des Deutschen Grenzvereins.
Klaus Matthiesen war verheiratet und hatte zwei Kinder.

## Partei
Seit 1962 war Matthiesen Mitglied der SPD. Er gehörte dem SPD-Landesvorstand von Schleswig-Holstein und ab 1975 auch dem SPD-Bundesvorstand an.
Für die Landtagswahlen 1975 und 1979 war Matthiesen Spitzenkandidat der SPD für das Amt des Ministerpräsidenten von Schleswig-Holstein. Bei der Wahl 1975 konnte die CDU ihre absolute Mehrheit mit 50,4 % der Stimmen verteidigen, Matthiesen blieb Oppositionsführer. Bei der Wahl 1979 konnten die SPD (41,7 %), ihr vorgesehener Koalitionspartner FDP (5,7 %) und der von der Fünf-Prozent-Hürde befreite SSW (1,4 %) zusammen rund 9000 Stimmen mehr auf sich vereinigen als die CDU (48,3 %) von Ministerpräsident Gerhard Stoltenberg. Aufgrund besonderer Bestimmungen des Landeswahlrechts bei der Mandatszuteilung konnte die CDU jedoch mit einem Sitz Vorsprung ihre absolute Mehrheit verteidigen, sodass Matthiesen auch im zweiten Anlauf nicht Ministerpräsident werden konnte.

## Abgeordneter
Vom 24. Mai 1971 bis zu seiner Mandatsniederlegung am 5. Oktober 1983 war Matthiesen Mitglied des Landtages von Schleswig-Holstein. Vom 3. Mai 1973 bis zum 12. April 1983 war er Vorsitzender der SPD-Landtagsfraktion und Oppositionsführer. Nach der Landtagswahl 1983 gab er den Fraktionsvorsitz an den SPD-Spitzenkandidaten Björn Engholm ab und war bis zu seiner Mandatsniederlegung stellvertretender Fraktionsvorsitzender. Klaus Matthiesen ist viermal in Folge als direkt gewählter Abgeordneter des Wahlkreises Nr. 1 (Flensburg-West) in den schleswig-holsteinischen Landtag eingezogen.
Vom 30. Mai 1985 bis zu seiner Mandatsniederlegung am 4. November 1998 gehörte Matthiesen dem Landtag von Nordrhein-Westfalen an, immer als direkt gewählter Abgeordneter des Wahlkreises Nr. 138 (Unna III – Hamm I). Vom 1. Juni 1995 bis zum 3. November 1998 war er SPD-Fraktionsvorsitzender.

## Öffentliche Ämter
Am 3. Oktober 1983 wurde Matthiesen als Minister für Ernährung, Landwirtschaft und Forsten in die von Ministerpräsident Johannes Rau (SPD) geführte Landesregierung von Nordrhein-Westfalen berufen. Nach der Landtagswahl 1985 wurde das Ministerium um den Bereich Umwelt erweitert und Klaus Matthiesen am 5. Juni 1985 zum Minister für Umwelt, Raumordnung und Landwirtschaft ernannt. Im schwülen Sommer 1992 entfachte der Umweltminister in einer Pressekonferenz eine Debatte mit der Behauptung, tägliches Duschen sei „ökologischer Unsinn“, er dusche nur einmal in der Woche. In Zeitungsumfragen wurde der SPD-Mann daraufhin unter anderem als „Schmuddel-Minister“ bezeichnet.
Nachdem die SPD bei der Landtagswahl 1995 nach 15 Jahren ihre absolute Mehrheit eingebüßt hatte und daher eine Koalition mit Bündnis 90/Die Grünen einging, schied Matthiesen, der als Gegner von „Rot-Grün“ galt, am 24. Mai 1995 aus der Landesregierung aus, um den Vorsitz der SPD-Landtagsfraktion zu übernehmen. Die Koalitionsverhandlungen zwischen SPD und Bündnis 90/Die Grünen zogen sich bis Anfang Juli 1995 hin, sodass Ministerpräsident Johannes Rau die Leitung des Ministeriums für Umwelt, Raumordnung und Landwirtschaft geschäftsführend selbst wahrnahm, bis am 17. Juli 1995 schließlich Bärbel Höhn (Bündnis 90/Die Grünen) zur neuen Ministerin dieses Ressorts ernannt wurde.
Als Fraktionsvorsitzender der SPD fuhr Matthiesen nach eigenem Bekunden einen Kurs der „klaren Kante“ gegenüber dem Koalitionspartner Bündnis 90/Die Grünen. So befürwortete er gegen die Umweltministerin der gemeinsamen Regierung, Bärbel Höhn, den Bau der Müllverbrennungsanlage in Köln. Im Gegenzug musste die SPD entgegen ihrer Überzeugung im Landtag einen Antrag der CDU für den „Großen Lauschangriff“ ablehnen. Mit seinem Gegenüber in der ansonsten von gegenseitigen Sticheleien geprägten rot-grünen Koalition, dem Grünen-Fraktionsvorsitzenden Roland Appel, verband Matthiesen jedoch eine besondere persönliche Freundschaft.

## Tod
Am 4. November 1998 legte Klaus Matthiesen sein Mandat im Landtag von Nordrhein-Westfalen und einen Tag vorher auch den SPD-Fraktionsvorsitz nieder, um sich einer neuen Aufgabe außerhalb der Politik zu widmen. Er wurde Vorstandsvorsitzender des Kölner Entsorgungsunternehmens Interseroh AG. Nur einen Monat später starb er überraschend in der Nacht zum 9. Dezember 1998 im Schlaf in seinem Düsseldorfer Haus.